# Апресов, Самсон Месропович
Самсон Месропович Апресов (Самсон Миронович Апросов; 22 июля 1874, Шуша, Кавказское наместничество — 5 февраля 1969, Баку) — российский и советский горный инженер, нефтяник. Доктор геолого-горных наук (1944 г.), профессор (1945 г.). Заслуженный деятель науки Азербайджанской ССР (1946).

## Биография
Родился 22 июля (уточнить стиль дат) 1874 году в Шуши.
В 1891 году окончил Шушинское реальное училище.
В 1899 году окончил Горный институт в Санкт-Петербурге.
В 1900—1917 годах он был главным геологом Бакинской нефтепромышленной компании братьев Нобель.
В 1930—1933 годах — ответственный руководитель Геолого-Промыслового сектора ГРУ.
В 1933—1934 годах состоял старшим геологом филиала НГРИ в Москве.
В 1917—1960 годах — заведующий кафедрой общей геологии Азербайджанского института нефти и химии.
Скончался в 5 февраля 1969 года в Баку.

## Вклад в науку
Работы касаются вопросов нефтегазовой геологии, тектоники, стратиграфии и истории геологического развития Азербайджана и Туркмении .